# ثيتفورد ماينز (كيبك)
ثيتفورد ماينز، كيبك (بالإنجليزية: Thetford Mines)‏ هي مدينة كندية تقع في مقاطعة كيبك. تبلغ مساحة هذه المدينة 226.8191 (كم²)، ويبلغ عدد سكانها 25704 نسمة حسب إحصاء سنة 2006 م، بينما كان يسكنها 26323 نسمة في سنة 2001 م. تحتل هذه المدينة المرتبة رقم 152 بين مدن كندا حسب عدد السكان والمرتبة رقم 39 في المقاطعة. النمو سكاني في هذه المدينة يقدر بـ(-2.4).

## معرض صور

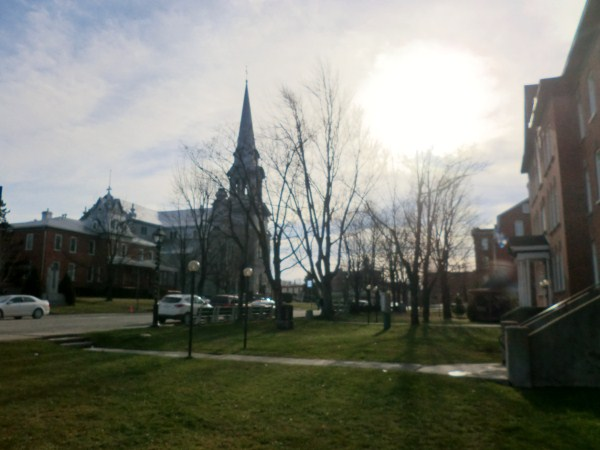
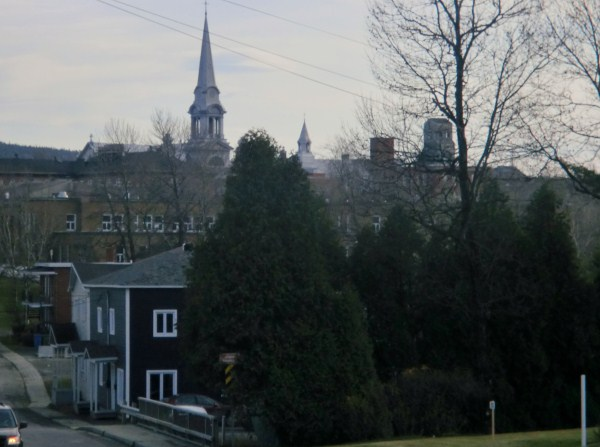
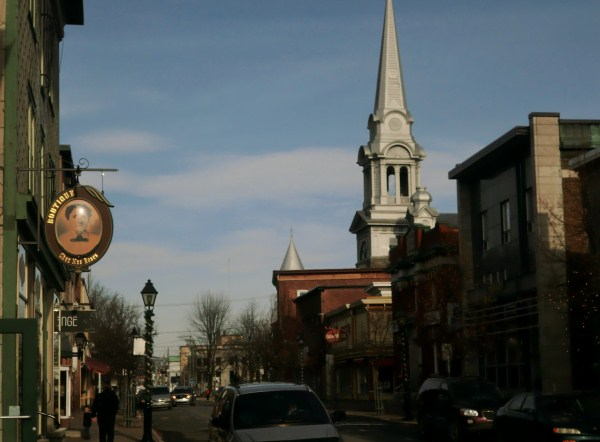
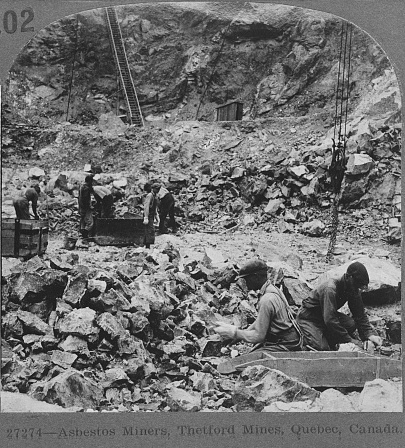

## أعلام
- إريك سيلفيان
- روجر يفبفر
- ميشيل دوماس
- بيير روي
- باول إيبرت

## وصلات خارجية
- الأطلس الحكومي لكندا
- إحصاءات كندا مع ساعة تعداد السكان